# Vaubanova opevnění

Mapa míst

Vaubanova opevnění je soubor nejvýznamnějších opevňovacích staveb francouzského stavitele Sébastiena Le Prestre de Vaubana (1633–1707), které zařadilo UNESCO v roce 2008 na seznam světového dědictví.

## Seznam staveb
- Citadela v Arrasu
- Citadela, městské hradby a pevnost Griffon v Besançonu
- Citadela v Blaye, pevnost Paté na ostrově v Gironde a citadela v Cussac-Fort-Médoc
- Opevňovací systém v Briançonu (městské hradby, čtyři pevnosti, signální věž a most)
- Tour dorée (Zlatá věž) v Camaret-sur-Mer
- Opevnění Horního města v Longwy
- Opevnění Mont-Dauphin
- Mont-Louis, sestávající z citadely a opevnění města
- Opevnění Neuf-Brisach
- Pevnost Saint-Martin-de-Ré s městskými hradbami, přístavem a citadelou
- Saint-Vaast-la-Hougue: věže a pevnosti v Saint-Vaast-la-Hougue a na ostrově Tatihou
- Fort Libérie, městské hradby a opevnění Cova baster ve Villefranche-de-Conflent